# Fiestas Patrias de Chile
Las Fiestas Patrias de la República de Chile, coloquialmente conocidas como el Dieciocho, se han celebrado en septiembre los días 18, a partir de 1811, y 19, desde 1915 —«hasta 1914, el 19 de septiembre era simplemente uno de los varios días feriados englobados en la celebración del 18 de septiembre»—. Los días lunes 17 o viernes 20, o viernes 17 también se incluyen cuando corresponde.
El fin original del 18 de septiembre fue celebrar el aniversario de la Primera Junta Nacional de Gobierno (18 de septiembre de 1810). Posteriormente se añadieron como festivos de carácter patriótico el 5 de abril (batalla de Maipú, 1818) en 1819 y el 12 de febrero (declaración de Independencia, 1818) en 1821. En 1837, tras la derogación como feriado del 5 de abril y la reducción de la celebración del 12 de febrero, el objetivo del 18 de septiembre fue conmemorar el proceso independentista de la Corona española y la formación de Chile como un Estado nación.
En sus primeros años, las Fiestas Patrias duraban días. La ley 2977 del 1 de febrero de 1915 las fijó oficialmente en dos días de septiembre: el 18, «conmemoración de la Independencia Nacional», y el 19, «celebración de todas las glorias del Ejército» —ambos son dos de los cinco feriados obligatorios e irrenunciables en el año, lo que implica que está prohibido realizar trabajos remunerados, salvo ciertos servicios de entretención (cabarés, casinos de juego, cines, clubes, discotecas, pubs y restaurantes) y de urgencia (farmacias)—. Durante estas festividades, el izamiento de la bandera chilena es obligatorio en todos los recintos privados y públicos del país.
Para conmemorar la independencia de Chile, las autoridades del país concurren a las cuatro actividades oficiales: el Servicio de Acción de Gracias evangélico, el Te Deum ecuménico, la Ópera de gala y la Parada Militar. Las Fiestas Patrias resaltan las costumbres y tradiciones típicas de la identidad nacional que conforman la llamada «chilenidad», y son las celebraciones más importantes en Chile y en las comunidades chilenas residentes en el extranjero. En estas fechas, las fondas o «ramadas» se instalan como centros de entretenimiento, mezclando música y baile del folclore nacional con platos y tragos típicos de la cocina chilena.

## Historia

### Antecedentes

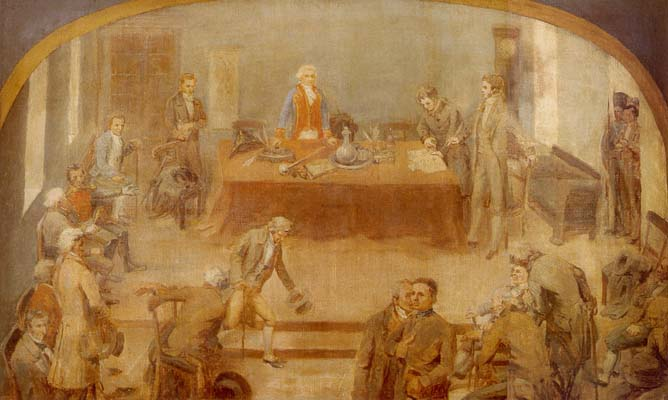
Primera Junta de Gobierno (Nicolás Guzmán, 1889)

Aunque fallida, la llamada «conspiración de los tres Antonios» (1780) fue el primer proyecto serio de una revolución independentista en Chile y el primer intento republicano en América Latina.
Treinta años más tarde, tras la ocupación napoleónica de España y la usurpación del trono del rey Fernando VII por José I Bonaparte en junio de 1808, en Chile se repitió el proceder de la mayoría de las otras colonias americanas del Imperio español; en Santiago el martes 18 de septiembre de 1810, se constituyó la Primera Junta Nacional de Gobierno —la primera forma autónoma de gobierno surgida en Chile y el episodio que inició la independencia chilena—, lo que motivó el repique general de todas las campanas de las iglesias, música y mucha alegría en el vecindario santiaguino.
Si bien entonces la Junta de Gobierno se había declarado nominalmente fiel y «siempre sujeta» a Fernando VII, las ideas independentistas fueron ganando terreno en Chile —sobre todo luego de la elección del Primer Congreso Nacional (4 de julio de 1811)—.

### Origen de la celebración
El primer registro de esta festividad data del miércoles 18 de septiembre de 1811, cuando «se celebró el cumpleaños de la Junta con misa solemne, sermón [a cargo del fraile dominico José María Torres], Te Deum, y tres salvas de artillería, con más dos días de iluminación y dos noches de fuegos, [y] mucha música en un tabladillo que se hizo en la plaza mayor».
El segundo aniversario se llevó a cabo el miércoles 30 de septiembre de 1812, día «dedicado al Aniversario de la libertad e independencia de Chile»; al amanecer se hizo una salva de 31 cañonazos y al atardecer, otra de 21. Desde el día 28 se había iluminado gran parte de Santiago y, especialmente, la sede de las celebraciones, la Casa de Moneda, que además fue adornada con la bandera tricolor y el escudo nacional, símbolos creados por José Miguel Carrera ese mismo año —los escudos imperiales fueron sutilmente cubiertos, revelando así la naturaleza independentista cada vez más característica del gobierno autónomo chileno—; la Catedral Metropolitana fue sede de la «misa de gracias [y del] Te Deum con salva de 21 cañonazos».

El Gobierno que va a solemnizar el aniversario de su instalación y la feliz reunión de las provincias, el 30 del corriente, espera a Ud. para que lo acompañe por la mañana al Te Deum en la Catedral y a la noche en la Casa de Moneda, donde debe el digno vecindario chileno sensibilizar sus transportes por la libertad de la Patria.
Esquela de invitación al baile realizado en la Casa de Moneda, septiembre de 1812.

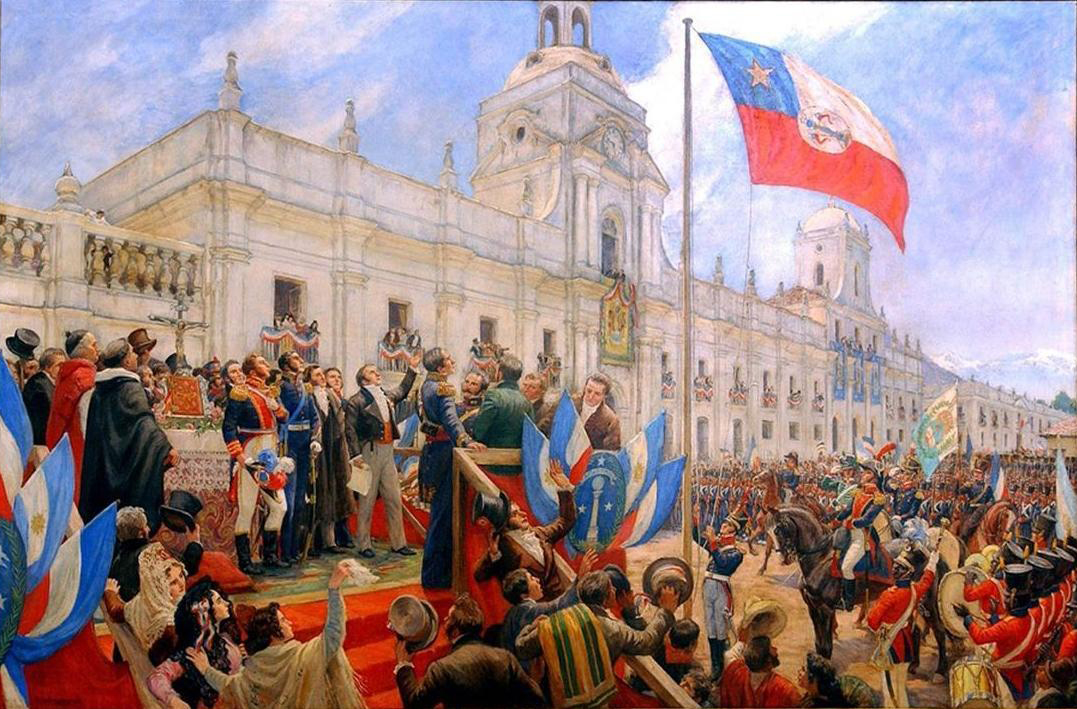
Proclamación y jura de la Independencia de Chile (Pedro Subercaseaux, 1945)

El tercer aniversario se realizó el miércoles 22 de septiembre de 1813. El cuarto aniversario se suspendió en 1814 debido a la intensidad de la guerra de independencia, que terminó temporalmente con la batalla de Rancagua el 2 de octubre de ese año; las tropas patriotas fueron diezmadas y los sobrevivientes se exiliaron en Mendoza, poniendo fin al periodo de la Patria Vieja (1810-1814) e instaurando la Reconquista española. Este periodo finalizó cuando las tropas independentistas del Ejército de los Andes, comandadas por José de San Martín, derrotaron a las monárquicas en la batalla de Chacabuco (12 de febrero de 1817) y se estableció la denominada Patria Nueva (1817-1823).
Fechada en Concepción el 1 de enero de 1818, la declaración de Independencia de Chile fue aprobada y firmada por el director supremo Bernardo O'Higgins en Talca el 2 de febrero siguiente, y oficialmente proclamada y jurada en Santiago el 12 de febrero del mismo año, en el primer aniversario de la batalla de Chacabuco. Pese a lo anterior, la guerra continuaba y su desenlace no era seguro; la victoria patriota en Maipú (5 de abril de 1818) confirmó la independencia chilena.
En los años siguientes, al 18 de septiembre se añadieron el 12 de febrero y el 5 de abril como festivos de carácter patriótico. Las tres fechas representaban los pasos desarrollados hasta la independencia de Chile: la «regeneración política» de 1810, la «independencia» y la «consolidación» de 1818, como si fuera el desarrollo y crecimiento de una persona. Así, el 18 de septiembre era visto como un quiebre profundo, que representaba el nacimiento de Chile como nación, mientras las otras fechas representaban la maduración y concreción de este concepto.

### Tres celebraciones
La norma que declaró el 5 de abril como día festivo no se ha encontrado, pero se sabe que estuvo vigente entre 1819 y 1824. El 12 de febrero fue observado como «fiesta ordinaria» en 1818 y oficialmente establecido como festivo por el director supremo Bernardo O'Higgins el 5 de febrero de 1821 mediante el «Reglamento para solemnizar el Aniversario de la Declaración de Independencia», publicado en el Boletín de Leyes y Decretos del Gobierno el 17 del mismo mes. No existe registro oficial de la proclamación del 18 de septiembre como día festivo; sin embargo, un decreto del 20 de julio de 1823 —cuando se determinó quién debía dar sermones durante las festividades patrias— lo incluyó junto con el 12 de febrero y el 5 de abril.
La celebración de múltiples festividades (12 de febrero: declaración de Independencia, 5 de abril: batalla de Maipú, y 18 de septiembre: establecimiento de la Primera Junta Nacional de Gobierno) se hizo compleja debido a razones económicas, culturales y políticas:

- Encargado de organizar cada festejo, el cabildo de Santiago sufría una precaria situación que lo obligaba a endeudarse para pagar los gastos de «una función de fuegos en la plaza [,...] banquetes, orquestas, bailes preparados para la ocasión, remodelaciones de los espacios públicos, diversos adornos, tablados, gastos en la función religiosa —entre los que se contaba el sermón—, e iluminaciones en varias zonas de la ciudad».[21]
- Vigente desde 1819 hasta 1824, la conmemoración del 5 de abril se volvió complicada por su proximidad a Semana Santa; se trasladó al 17 y 18 en 1822 al coincidir con el Viernes Santo.[19] Buscando «imponer la idea del progreso [y] promover una nueva ética del trabajo»[21] mediante la disminución de los festivos cívicos y el aumento de los días laborables, un decreto firmado el 14 de agosto de 1824 por el director supremo Ramón Freire derogó el 5 de abril como feriado:[19]

[...] No habrá en lo sucesivo más días feriados que el 12 de febrero por el aniversario de la declaración de nuestra independencia, y el diez y ocho de septiembre por el de la regeneración política de Chile.
Decreto del 14 de agosto de 1824.

- Imperante entre 1821 y 1836, la conmemoración del 12 de febrero —que incluía los días 11 y 13— se hizo dificultosa por el choque con las actividades agrícolas propias del verano austral (vendimia, cosecha y trilla) y por la cercanía del Carnaval y la Cuaresma; se celebró del 17 al 19 en 1823 y entre el 24 y el 26 en 1828 al coincidir con el Miércoles de Ceniza.[20] Un decreto suscrito el 8 de febrero de 1837 por el presidente Joaquín Prieto y el ministro Diego Portales redujo la celebración del 12 de febrero:[20]

Atendiendo a que las disposiciones del Senado-consulto de 5 de febrero de 1821, para solemnizar el aniversario de la declaración de nuestra independencia política, origina perjuicios de consideración al servicio público y a las ocupaciones de los particulares, y a que los fines patrióticos a que tiende la celebración de las fiestas cívicas están conseguidos con la reunión de todas ellas en un solo día, que remueve los inconvenientes producidos por su multiplicidad; con las facultades que me confieren el artículo 161 de la Constitución y la ley de 31 de Enero del presente año, he venido a acordar y decreto:

La celebración del 12 de Febrero queda reducida en adelante a una salva de veintiún cañonazos en las plazas y pueblos donde hubiere artillería, y repique general de campanas a las 12 del día. En las casas públicas y de particulares, se enarbolarán banderas por todo el día, y habrá iluminación durante la noche.
Decreto del 8 de febrero de 1837.

- Según Alfredo Jocelyn-Holt, tanto el 5 de abril como el 12 de febrero «aludían favorablemente a O'Higgins, a quien [en 1823] se le había hecho un golpe de Estado y se le había exiliado».[13] De acuerdo con el historiador Cristián Guerrero Lira, al «[existir] gobiernos posteriores contrarios a [O'Higgins, p]arecía extraño que se mantuviesen esas [dos] festividades. Entonces, tiempo después se optó por dejar solamente el 18 de septiembre puesto que desde 1811 se celebraba esa fecha, e incluso el mismo O'Higgins la calificaba como la del inicio de la revolución».[14]

### Establecimiento oficial

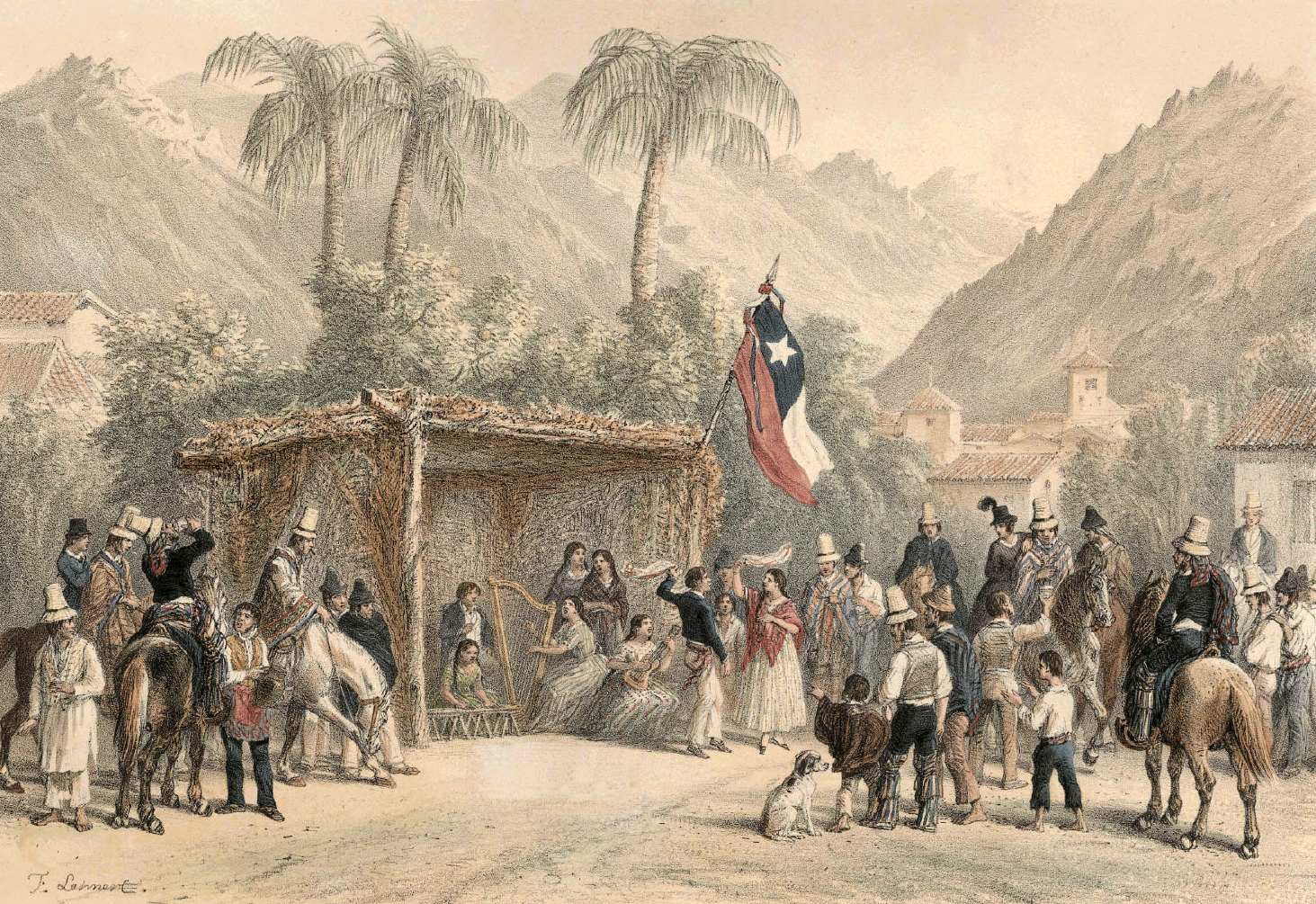
Una chingana (Frédéric Lehnert, 1854)

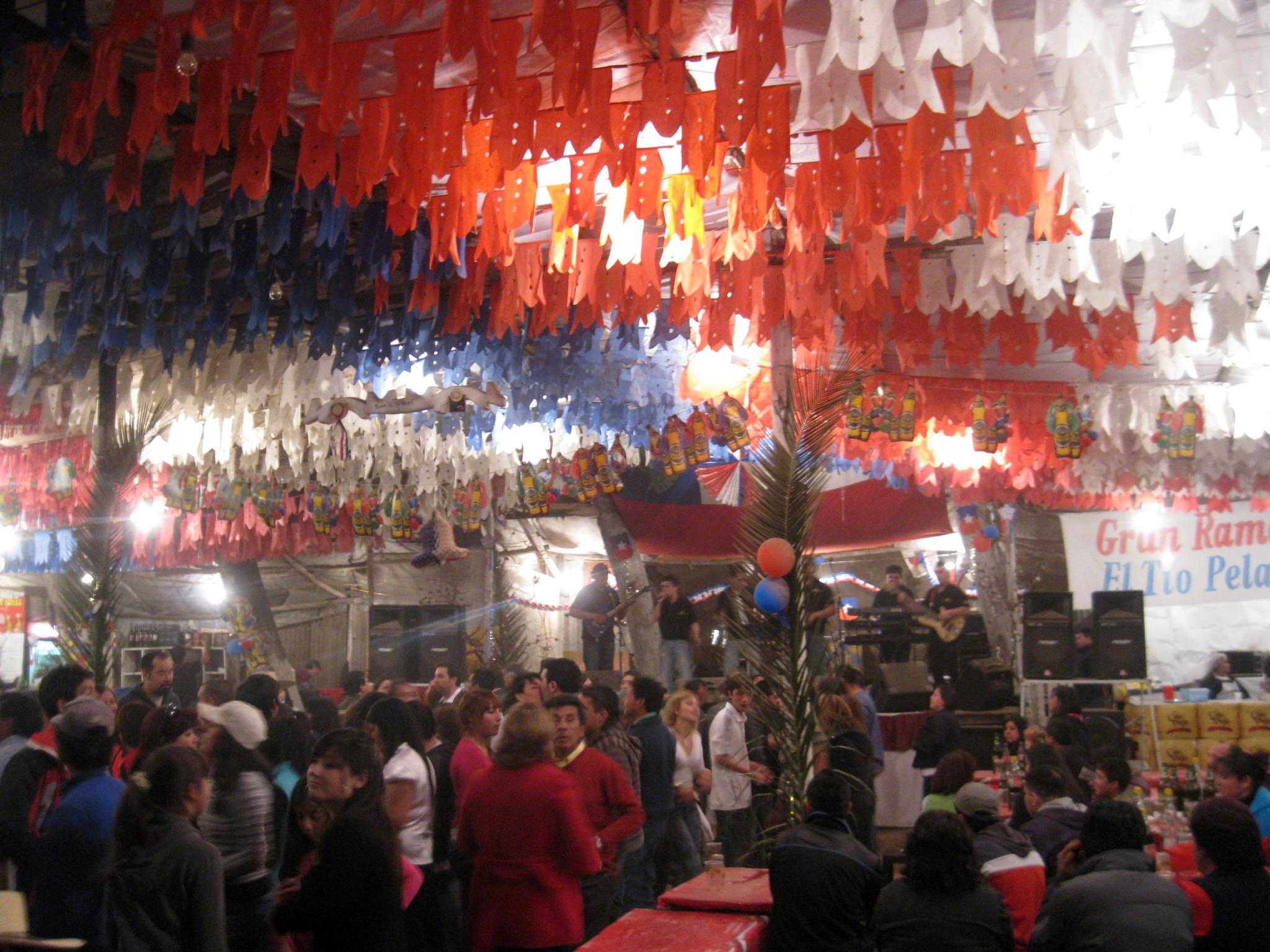
Una fonda, recinto de los festejos «dieciocheros» (2010)

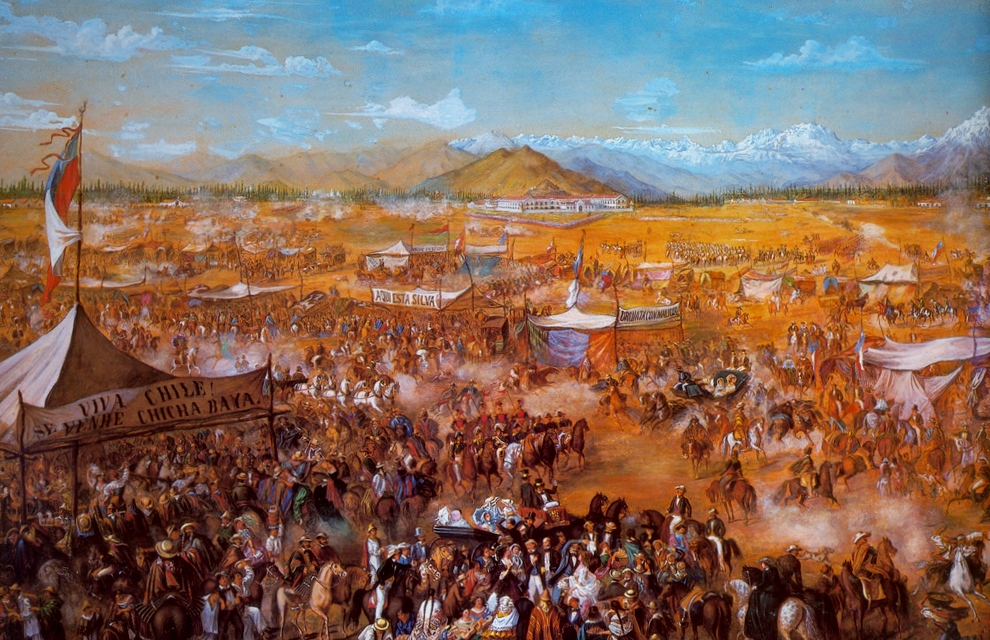
September the 18th in Santiago (Ernest Charton, 1844)

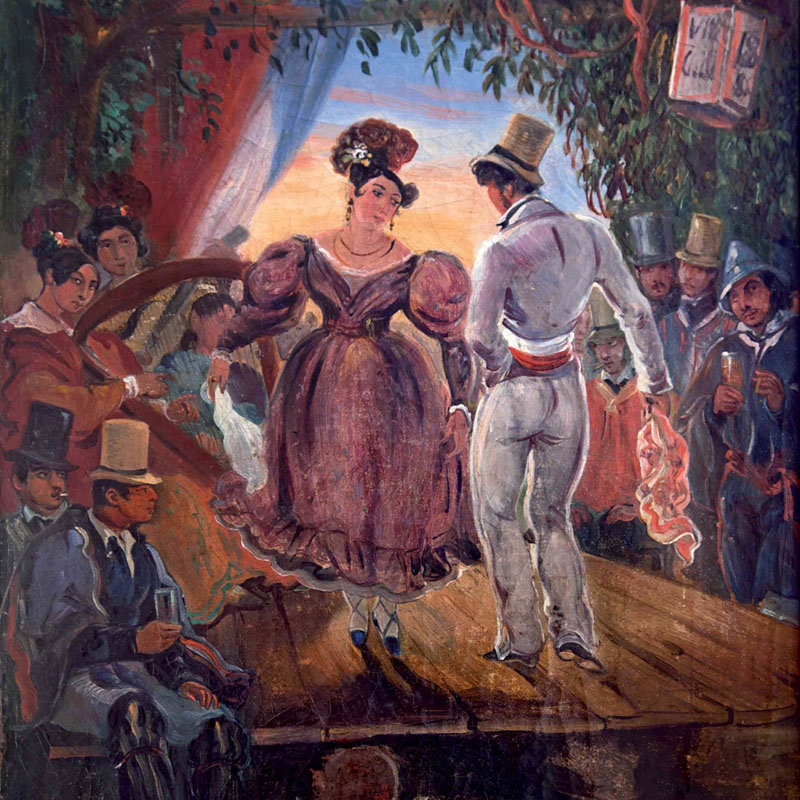
La cueca (Mauricio Rugendas, 1843)

Tras la derogación como feriado del 5 de abril y la reducción de la celebración del 12 de febrero, el 18 de septiembre se convirtió en 1837 en la «gran fiesta cívica de carácter nacional». Ese día pasó de celebrar el aniversario de la Primera Junta Nacional de Gobierno, fiel al monarca español, a conmemorar de manera extraoficial la independencia chilena, y en torno suyo se desarrolló el concepto de «Fiestas Patrias» durante el resto del siglo XIX —además, desde la asunción de Joaquín Prieto en 1831 hasta la de Pedro Montt en 1906, la transmisión del mando presidencial se efectuaba en esta fecha—.
Se atribuye al teólogo y político Pedro Palazuelos «la idea de festejar públicamente el aniversario del 18 de septiembre». Su elección no estuvo exenta de críticas; el compositor José Zapiola desaprobó que se festejara el día de la jura de fidelidad al monarca español y no las fechas en que Chile había obtenido su libertad en los campos de batalla, mientras que el escritor Vicente Pérez Rosales evocó con nostalgia las celebraciones del 12 de febrero:

¡Pobre 12 de febrero! ¡pobre 5 de abril!, que nos dísteis patria i libertad, inclinaos ante el godo 18 de septiembre, que no nos dió nada! (ortografía original)
José Zapiola, Capítulo VIII - IV Recuerdos de treinta años (1810-1840).

Cada vez que celebramos en Chile los días patrios de septiembre, acuden sin esfuerzo a mi memoria las solemnidades con que celebraban los patriotas del año de 1824 el ya casi olvidado 12 de febrero, día que, cual ningún otro, ostenta títulos que le hacen merecedor al más justo y cumplido acatamiento del hombre chileno. El 12 de febrero de 1541 fundó Pedro de Valdivia nuestro orgulloso Santiago; el 12 de febrero del año 1817 el ejército libertador, después de haber resuelto con pericial arrojo el problema del paso de los Andes a la vista del enemigo, nos dio en Chacabuco la libertad que el 12 de febrero del siguiente año sancionó el país con la solemne Jura de nuestra Independencia.
Celebrábase entonces ese gran día y no el 18 de septiembre; y sólo el que asistió a esas festividades, en las que se ostentaba en medio del más loco contento la expresión del más puro agradecimiento, glorificando a los padres de la patria, puede valorizar los efectos que produce la sorda lima del tiempo hasta sobre los recuerdos de las costumbres más dignas de inmortalidad.
Vicente Pérez Rosales, Recuerdos del pasado.

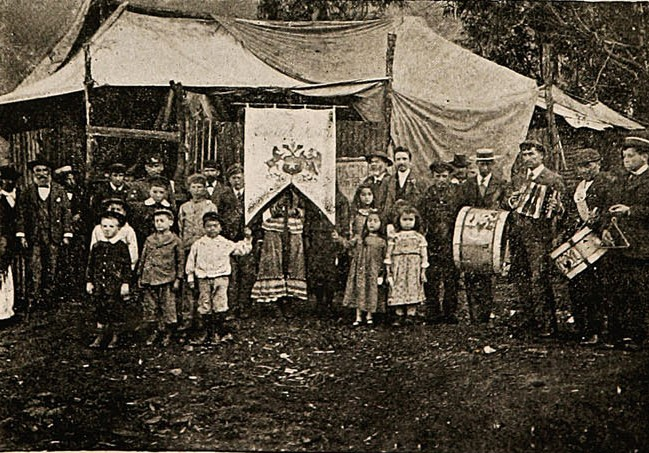
«El Dieciocho» en Juan Fernández (1902)

A lo largo del siglo XIX, la celebración del 18 de septiembre se realizaba al aire libre y a campo abierto, donde se instalaban provisionalmente las chinganas —especie de tabernas con piso de tierra, puntales de madera y techo de ramas que servían como lugares de sociabilidad y esparcimiento donde se vendían alimentos y bebidas, se cantaba y bailaba— con una bandera chilena flameando al tope. Allí se consumían carnes asadas, pescados y empanadas; chicha, aguardiente y vino; y se bailaban la cueca, el cuándo, la refalosa y la zamba, entre otros. En Santiago, las Fiestas Patrias se festejaban en «La Pampilla», donde se congregaban todas las clases sociales de la capital, encabezadas por el presidente de la República.
Las celebraciones «dieciocheras» se caracterizaban en general por la embriaguez, los excesos y los vicios, lo que generaba críticas de sectores conservadores como la Iglesia católica; sin embargo, para la clase dirigente, era un mal menor comparado con el beneficio de la exaltación del sentimiento patriótico que afianzara la idea de Chile como nación, considerado fundamental en los inicios de la República.
A fines de la década de 1840, Salvador de Tavira, el primer encargado de negocios de España en Chile, además de objetar algunos versos de la «Canción Nacional» de Bernardo de Vera por considerarlos hostiles e injuriosos hacia su país, gestionó para que las «fiestas patriotas se celebrasen [...] el aniversario del dia en que se firmó el tratado [de paz y amistad] con España (25 de abril de 1844), pretension que, contrariando los mas arraigados hábitos del pueblo, no habria podido aceptar ningun gobierno (ortografía original)».
La ley 1990 de 1907, publicada por el gobierno de Pedro Montt, declaró descanso obligatorio para los trabajadores el 18 y el 19 de septiembre. Más tarde, la ley 2977 de 1915 —uno de los primeros intentos por consolidar el calendario de festividades en Chile—, promulgada por el gobierno de Ramón Barros Luco, definió de manera oficial el día 18 como «conmemoración de la Independencia Nacional» —acogiendo la costumbre arraigada por décadas— y el día 19 como «celebración de todas las glorias del Ejército» —«hasta 1914, el 19 de septiembre era simplemente uno de los varios días feriados englobados en la celebración del 18 de septiembre»—. Ambos son dos de los cinco feriados obligatorios e irrenunciables en el año, lo que implica que está prohibido realizar trabajos remunerados, salvo ciertos servicios de entretención (cabarés, casinos de juego, cines, clubes, discotecas, pubs y restaurantes) y de urgencia (farmacias).

### Duración
Durante sus primeros años, la fecha de conmemoración del establecimiento de la Primera Junta Nacional de Gobierno variaba y la celebración se prolongaba por días. Su duración aumentó a cuatro, del 17 al 20, desde mediados del siglo XIX hasta 1896; y disminuyó a tres, del 18 al 20, entre 1897 y 1914. La ley 2977 de 1915 fijó oficialmente las Fiestas Patrias en dos días, 18 y 19.
| Fechas de celebración del 18 de septiembre, «Fiestas Patrias» (1811-presente) (aniversarios especiales en cursiva) | Fechas de celebración del 18 de septiembre, «Fiestas Patrias» (1811-presente) (aniversarios especiales en cursiva) | Fechas de celebración del 18 de septiembre, «Fiestas Patrias» (1811-presente) (aniversarios especiales en cursiva) | Fechas de celebración del 18 de septiembre, «Fiestas Patrias» (1811-presente) (aniversarios especiales en cursiva) | Fechas de celebración del 18 de septiembre, «Fiestas Patrias» (1811-presente) (aniversarios especiales en cursiva) | Fechas de celebración del 18 de septiembre, «Fiestas Patrias» (1811-presente) (aniversarios especiales en cursiva) | Fechas de celebración del 18 de septiembre, «Fiestas Patrias» (1811-presente) (aniversarios especiales en cursiva) | Fechas de celebración del 18 de septiembre, «Fiestas Patrias» (1811-presente) (aniversarios especiales en cursiva) | Fechas de celebración del 18 de septiembre, «Fiestas Patrias» (1811-presente) (aniversarios especiales en cursiva) | Fechas de celebración del 18 de septiembre, «Fiestas Patrias» (1811-presente) (aniversarios especiales en cursiva) | Fechas de celebración del 18 de septiembre, «Fiestas Patrias» (1811-presente) (aniversarios especiales en cursiva) | Fechas de celebración del 18 de septiembre, «Fiestas Patrias» (1811-presente) (aniversarios especiales en cursiva) |
| año | fecha | N.º de días | año | fecha | N.º de días | año | fecha | N.º de días | año | fecha | N.º de días |
| --- | --- | --- | --- | --- | --- | --- | --- | --- | --- | --- | --- |
| 1811 | 18 | 1 | 1823 | ¿? | ¿? | 1831 | 18-22 | 5 | 1839 | 18-20 | 3 |
| 1812 | 28-30 | 3 | 1824 | ¿? | ¿? | 1832 | 16-20 | 5 | 1840-h. 1850 | ¿? | ¿? |
| 1813 | 22 | 1 | 1825 | ¿? | ¿? | 1833 | 17-19 | 3 | h. 1850-1896 | 17-20 | 4 |
| 1814-1816 | Reconquista española                                                                                               | Reconquista española                                                                                               | 1826 | ¿? | ¿? | 1834 | 17-25 | 9 | 1897-1914 | 18-20 | 3 |
| 1817 | ¿? | ¿? | 1827 | 17-18 | 2 | 1835 | ¿? | ¿? | 1910 | 16-22 | 7 |
| 1818 | ¿? | ¿? | 1828 | 16-19 | 4 | 1836 | ¿? | ¿? | 1915- | 18-19 | 2 |
| 1819 | 27-30 | 4 | 1829 | ¿? | ¿? | 1837 | 16-19 | 4 | 2010 | 17-20 | 4 |
| 1820-1822 | 17-18 | 2 | 1830 | 17-20 | 4 | 1838 | 17-19 | 3 | | | |

La costumbre de festejar más días se ha mantenido intermitente hasta la fecha. Entre 1932 y 1944, se reinstauró el día 20 como feriado recurrente. Además, y debido a que fueron «días sándwich», el 17 de septiembre fue declarado feriado en 1934, 2004 y 2007; y el 20 de septiembre, en 1930 y 1958 —también hubo intentos, aunque fallidos, de hacer lo mismo en 1935, 1945, 1951, 1962 y 2002—. Excepcionalmente, el viernes 16 de septiembre de 2022 fue declarado feriado nacional.
Asimismo, y dependiendo del año, ciertos días laborables —lunes 17 o viernes 20 a partir de 2007, o viernes 17 desde 2016— se observan como feriados, originando así un periodo total de celebraciones de entre cinco y tres días, respectivamente. Por otro lado, los festejos se extienden de manera tradicional por el fin de semana siguiente en el denominado «Dieciocho chico».

## Actividades oficiales
Para conmemorar la independencia de Chile, las autoridades del país concurren a las cuatro actividades oficiales: el Servicio de Acción de Gracias evangélico, el Te Deum ecuménico, la Ópera de gala y la Parada Militar.

### Servicio de Acción de Gracias evangélico

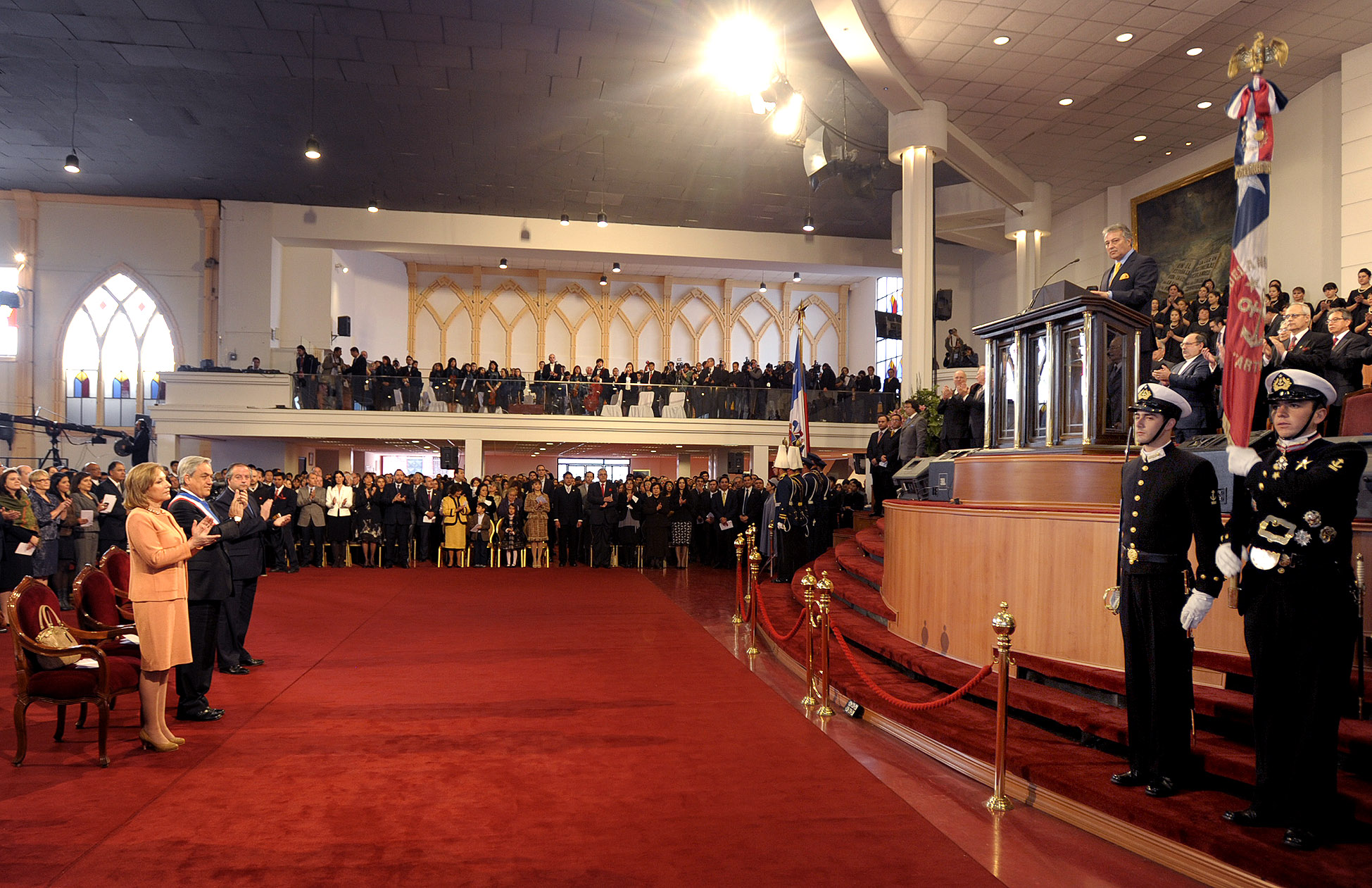
Te Deum evangélico (2012)

El domingo inmediatamente anterior a las Fiestas Patrias, se realiza el Servicio de Acción de Gracias de la Unión de Iglesias Evangélicas de Chile, conocido popularmente como «Te Deum evangélico», al que asisten las principales autoridades del país, encabezadas por el presidente de la República.
Esta ceremonia fue instaurada en 1975 y en 1997 el gobierno de Eduardo Frei Ruiz-Tagle la estableció como una de las cuatro actividades oficiales del gobierno chileno para conmemorar la independencia del país.
Este servicio ha congregado a los fieles de las Iglesias evangélica y metodista pentecostal, quienes por doctrina no se suman al Te Deum ecuménico, en la Catedral Evangélica de Chile (1975-2018), el principal templo de la Primera Iglesia Metodista Pentecostal de Chile, y en el Centro Cristiano Internacional (2019-2021). A partir de 2022, su organización ha sido asumida por la Iglesia metodista pentecostal de Chile (IMPCH), dirigida por el pastor Edmundo Zenteno Céspedes.
Por otra parte, la comunidad judía residente en el país realiza la «Tefilá por Chile» en la sinagoga de la comunidad israelita sefaradí.

### Te Deum ecuménico

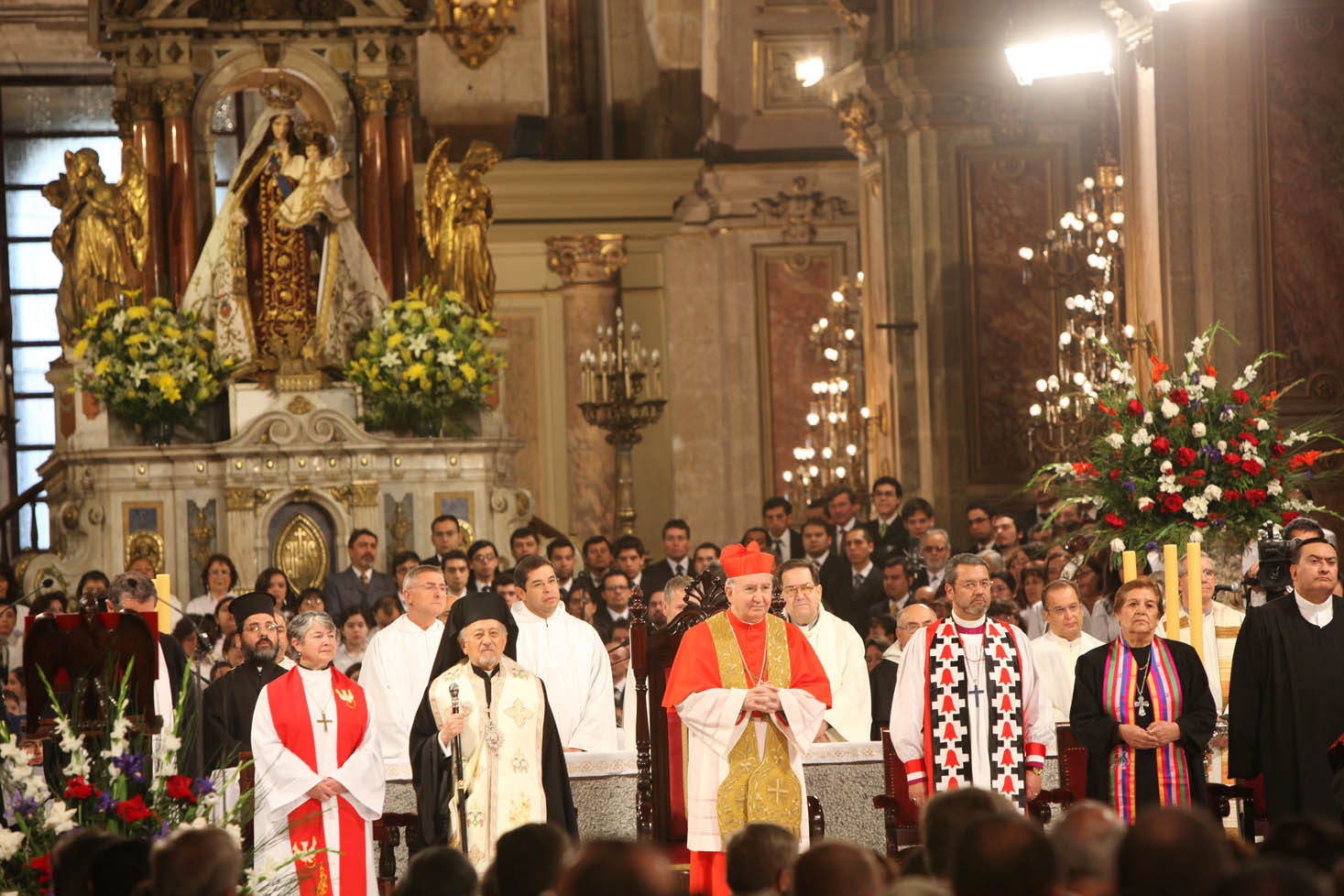
Te Deum ecuménico (2009)

Chile es uno de los pocos países donde se celebra un tedeum (un cántico de alabanza a Dios originalmente realizado como parte conclusiva de una misa de acción de gracias) con motivo de su fiesta nacional.
El 18 de septiembre de 1811 hubo «misa solemne, sermón [a cargo del fraile dominico José María Torres], Te Deum, y tres salvas de artillería» para conmemorar el primer aniversario de la Primera Junta Nacional de Gobierno. Desde entonces, la Iglesia católica chilena ha oficiado tradicionalmente una ceremonia de acción de gracias en la Catedral Metropolitana de Santiago en la mañana del día 18 con la asistencia de las principales autoridades del país, encabezadas por el presidente de la República.
En 1870 la eucaristía fue removida de la ceremonia por solicitud del ministro Miguel Luis Amunátegui debido a que era necesario el ayuno de los asistentes para poder realizarla. En noviembre de 1970, el presidente Salvador Allende solicitó la incorporación de otras denominaciones cristianas en la ceremonia a partir de 1971, dándole así el carácter ecuménico que mantiene hasta la fecha.

### Ópera de gala

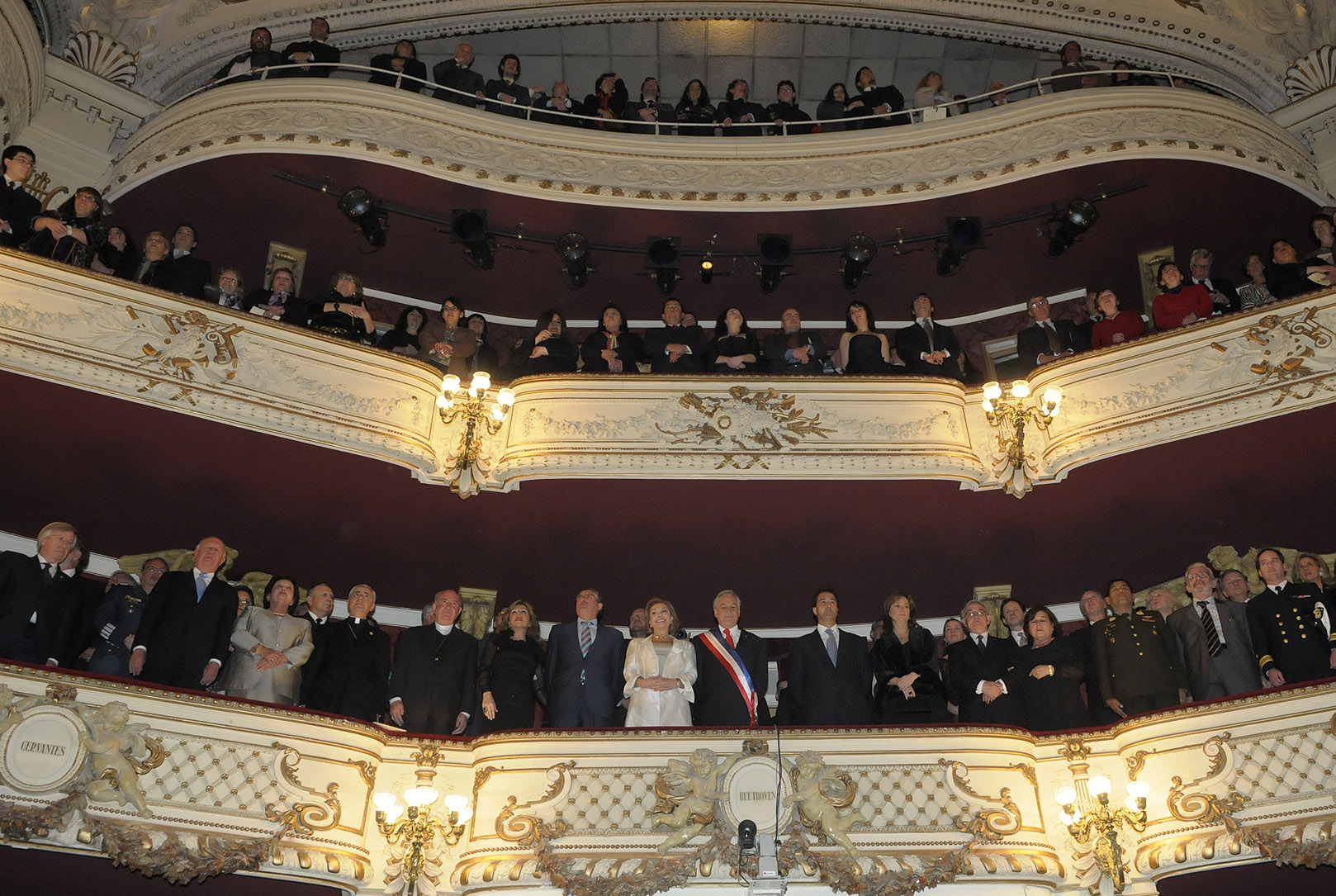
Gala del Bicentenario (2010)

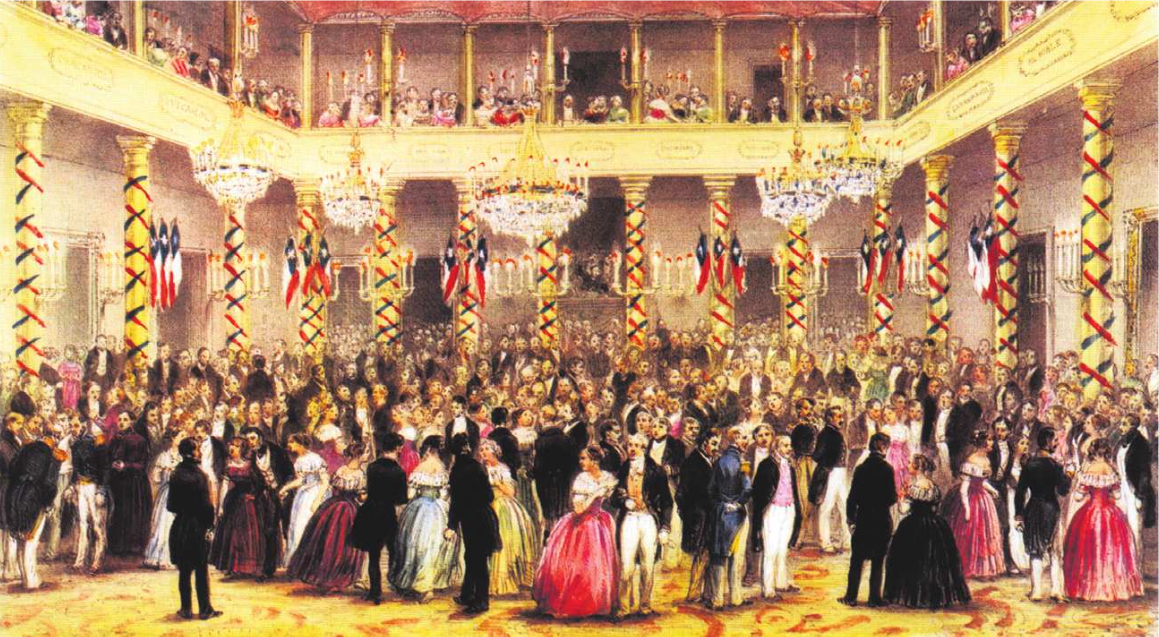
Un baile en la Casa del gobierno (Frédéric Lehnert, 1854)

Por la tarde del día 18, las autoridades se trasladan al Teatro Municipal de Santiago, donde se efectúa una gala operática conforme a la tradición desde 1910, cuando se representó Aida. Esta actividad se remonta a los antiguos bailes de salón dados en el Palacio de La Moneda para celebrar el 18 de septiembre; el primero de ellos ocurrió el 30 de septiembre de 1812 y fue organizado por José Miguel Carrera:

[S]e eligieron tres suntuosos salones, que se destinaron, el primero [adornado con] 400 luces, para el baile de los convidados; otro, a la derecha [para] el ramillete [y] otro a la izquierda [para] la cena [...] El baile comenzó a las ocho de la noche por una contradanza general [...] Duró esta diversión toda la noche hasta las 6 de la mañana siguiente y para proporcionar el gusto y desahogo, alternativamente con los bailes se entonaban por el joven La Sala [...] canciones patrióticas[. Asistieron 61 señoras y no más de 200 hombres].

### Parada Militar

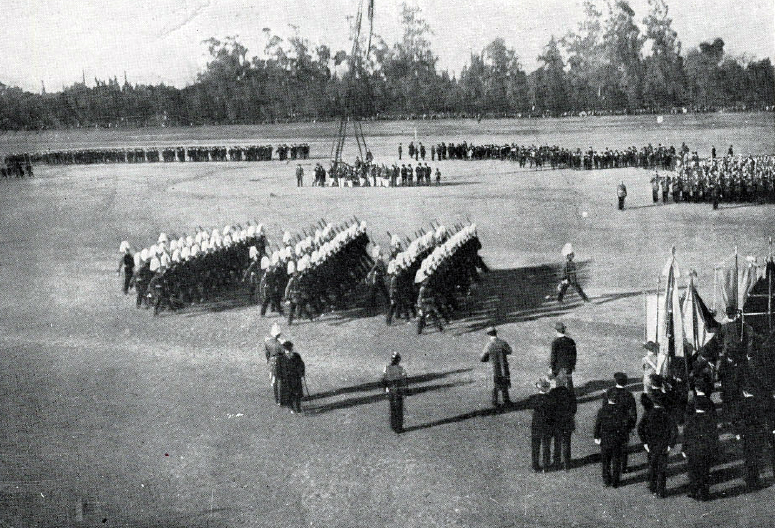
Desfile de la Escuela Militar durante una parada (1912)

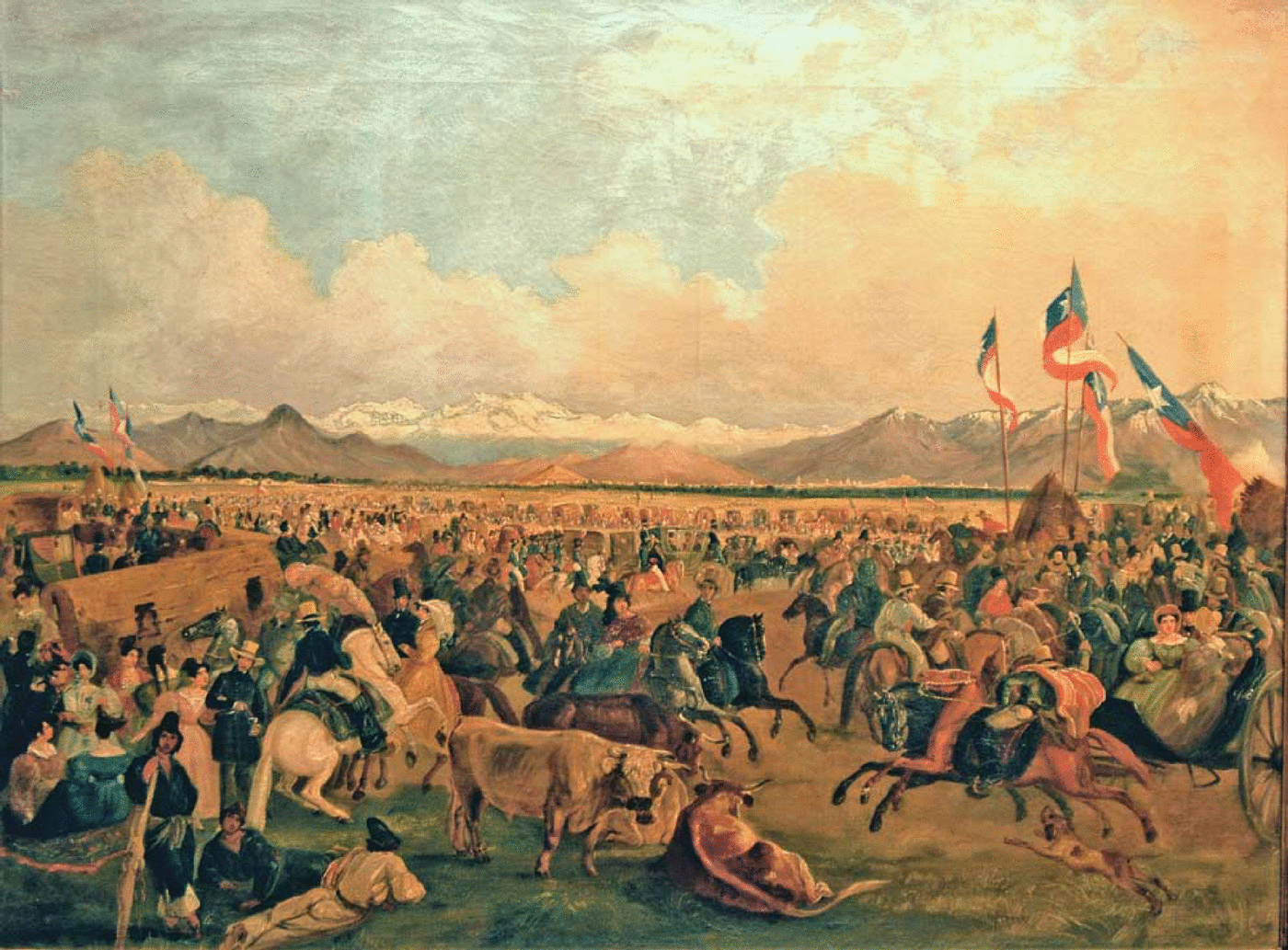
Llegada del presidente Prieto a la Pampilla (Mauricio Rugendas, 1834)

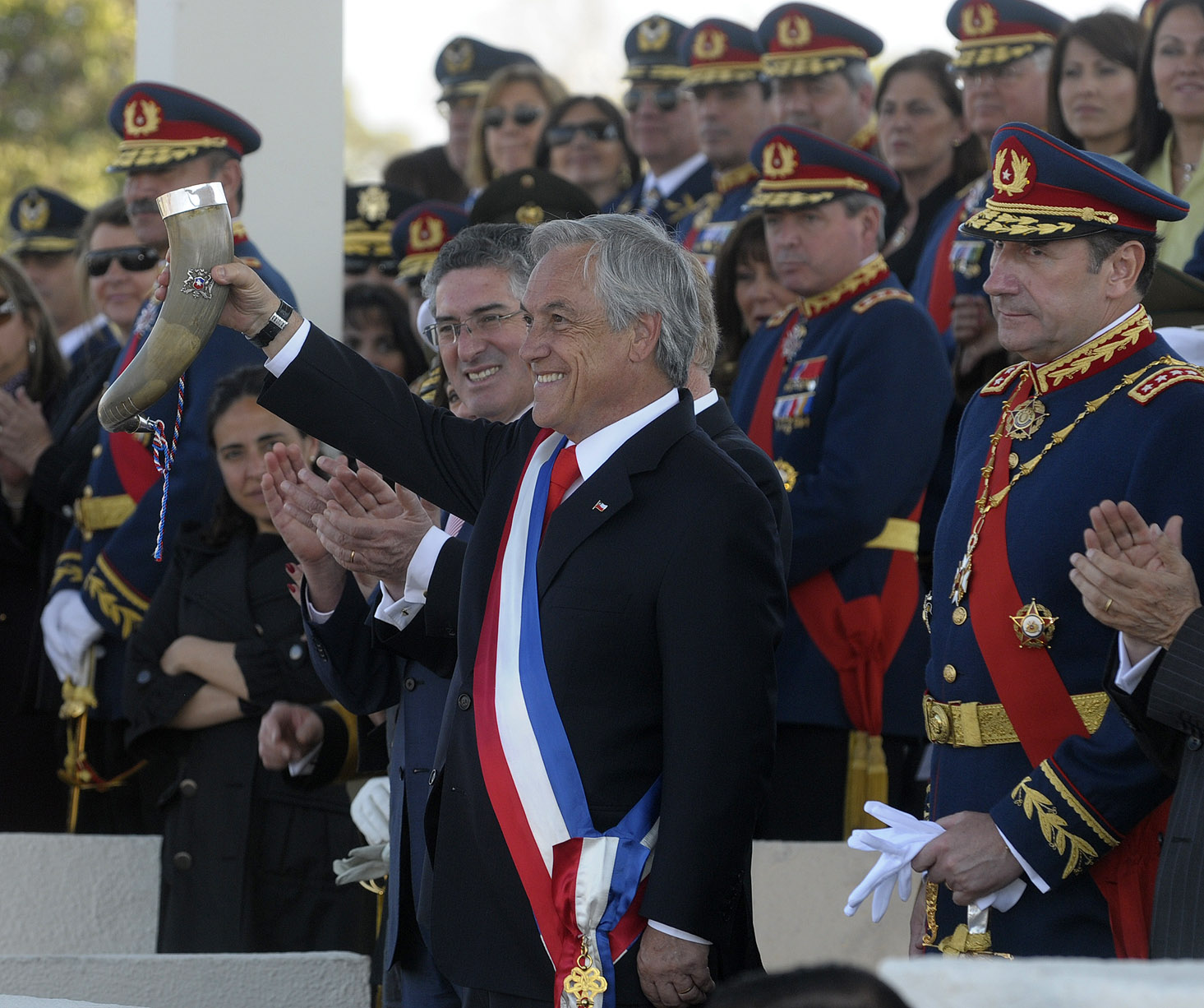
Brindis con «chicha en cacho» (2010)

Tras la creación de la Academia Militar en 1817, en el «Llano de Portales» se llevaban a cabo revistas y ejercicios militares, simulacros de combate y «despejes» —como entonces se denominaba a los desfiles militares— y su espectáculo estaba entre los más atractivos y concurridos durante los primeros años de la República.
Para realzar las celebraciones patrias, la primera revista militar se efectuó por disposición del director supremo Bernardo O'Higgins el 28 de septiembre de 1819. La primera parada militar oficial se realizó en el gobierno de Joaquín Prieto; fue presidida por el ministro Diego Portales bajo una intensa lluvia en «La Pampilla» el 18 de septiembre de 1832. Desde entonces ha sido cancelada en cuatro oportunidades: 1891, 1924, 1973 y 2020.
La tradición de efectuar paradas militares el 18 de septiembre se mantuvo durante los siguientes años; mediante una orden gubernamental del presidente Jorge Montt, el desfile se trasladó en 1896 al «Campo de Marte», reformado después para convertirse en el Parque Cousiño (rebautizado como Parque O'Higgins en 1972). Entonces la parada militar adoptó la tradición militar prusiana —que se conserva parcialmente hasta el día de hoy—, y comenzó a ser registrada en filmes como Parada Militar del 19 en el Parque Cousiño (1902) y Gran Revista Militar en el Parque Cousiño (1910).
Este desfile militar fue oficialmente trasladado al 19 de septiembre debido a la ley 2977 de 1915, promulgada por el gobierno de Ramón Barros Luco, que fijó esa fecha como día feriado en «celebración de todas las glorias del Ejército» —«hasta 1914, el 19 de septiembre era simplemente uno de los varios días feriados englobados en la celebración del 18 de septiembre»—. La única oportunidad en que este feriado ha sido suspendido y declarado como día hábil ocurrió en 1973.
La parada de 1915 fue abierta por el Regimiento de Artillería N.º 6 «Tacna» y en ella también sobrevolaron tres aeroplanos del Ejército. Hubo dos desfiles militares en septiembre de 1925: el día 10, por la visita de Eduardo, príncipe de Gales; y el día 19, por todas las glorias del Ejército de Chile. En 1931 un grupo de huasos a caballo fue invitado a desfilar en escuadrones y en 1943 participaron por primera vez blindados, catorce tanques M3A1 Stuart.
En 1948 veteranos de la Guerra del Pacífico marcharon bajo la lluvia, siendo ovacionados por el público. Ese mismo año, se le ofreció «chicha en cacho» —chicha servida en un cuerno ornamentado— al presidente de la República para brindar por Chile; y en 1969 se llevó a cabo un «esquinazo» donde una pareja bailó cueca, ceremonias que han sido tradicionalmente llevadas a cabo por el «Club de Huasos Gil Letelier». En 1962 el desfile fue televisado por primera vez.
La parada militar es presidida por el jefe de Gobierno y de Estado, acompañado del ministro de Defensa Nacional y el comandante en jefe del Ejército, y realizada en la elipse del Parque O'Higgins, donde se presentan las tres ramas de las Fuerzas Armadas del país —Ejército, Armada y Fuerza Aérea—, Carabineros de Chile y la Policía de Investigaciones, esta última desde 2019. Tras el retorno a la democracia en 1990, se ha tratado de dar un ambiente menos armamentista, con un enfoque en la presentación de las tropas. Además del desfile de los reclutas, se realizan presentaciones a cargo de cuerpos del Ejército y de la Fuerza Aérea a través de la «Escuadrilla de Alta Acrobacia Halcones».

## Uso de la bandera

Despliegue de la bandera de Chile

El decreto 1534 del 12 de diciembre de 1967 del Ministerio del Interior estableció la obligatoriedad de izar la bandera de Chile en todos los edificios públicos y particulares del país los días 18 y 19 de septiembre. Su incumplimiento origina «infracciones que se cursan en los juzgados de policía local de cada comuna» y multas de entre 1 y 5 UTM.
El pabellón chileno debe estar limpio y en perfectas condiciones, colocado en un asta blanca, cuyo alto no sea inferior a cuatro tercios del largo de la bandera, e izado al tope; también puede estar colgado en la fachada principal de forma horizontal o vertical —en este último caso, la estrella siempre debe estar en la esquina superior izquierda vista desde el frente de la fachada—.
Con motivo del Bicentenario de la República de Chile, el decreto 2850 del 24 de agosto de 2010 del Ministerio del Interior, dispuso y autorizó el izamiento al tope de la bandera nacional en los edificios públicos de todo el territorio nacional, durante todo el mes de septiembre de 2010, y permitió, por el mismo periodo, su uso e izamiento voluntario en los edificios y residencias particulares, en el marco de la celebración del bicentenario.
En 1843 el gobierno de Manuel Bulnes encargó una melodía al compositor José Zapiola para el texto «Canción a la bandera de Chile», el primer himno dedicado al pabellón chileno, del autor Francisco Bello Boyland (1817-1845). Dicho himno fue cantado en las Fiestas Patrias de ese año por las señoritas Fierro, Garfias, Hurtado, Necochea y Recasens acompañadas de una banda.

## Costumbres y tradiciones

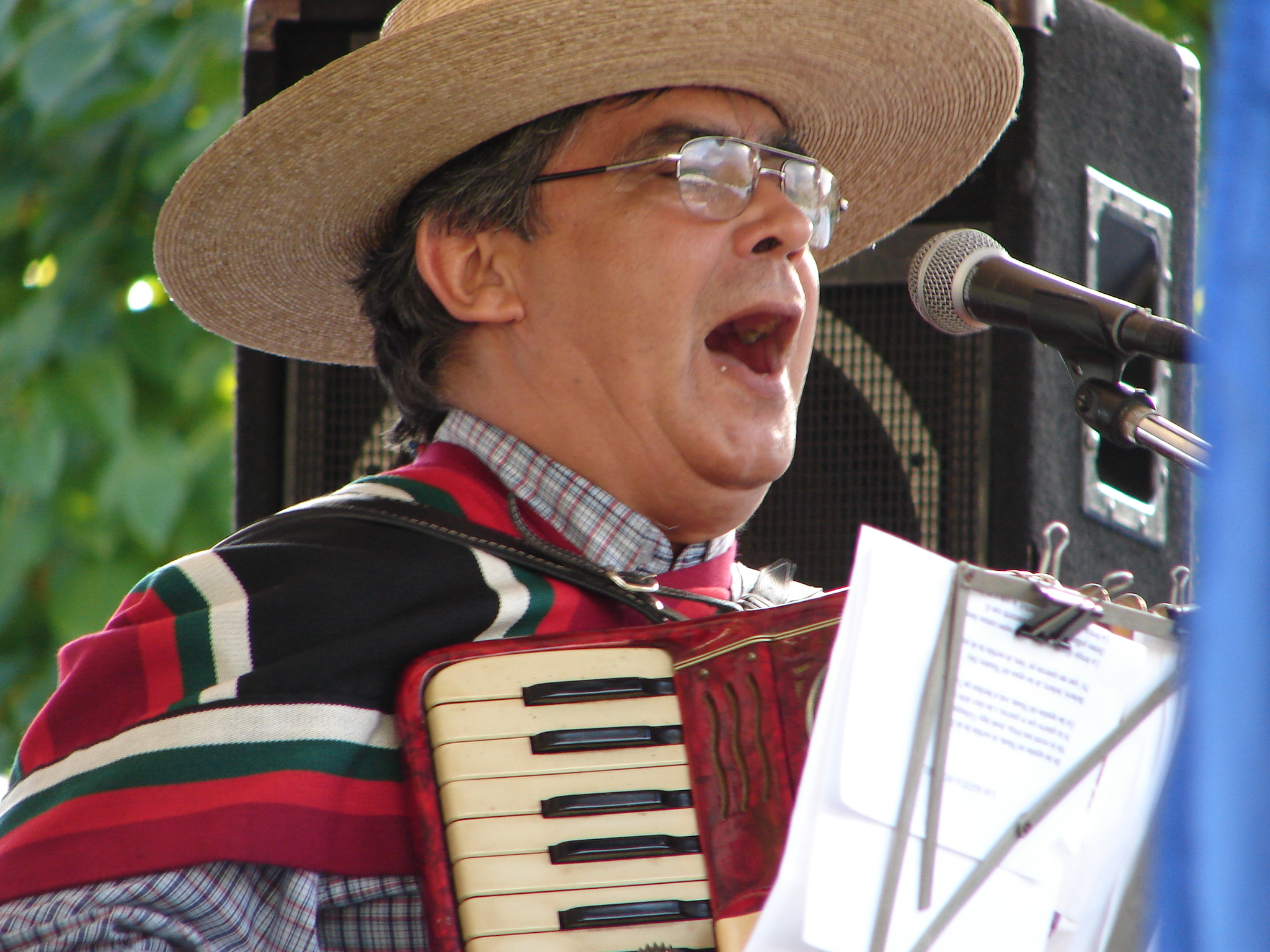
Un folclorista canta una cueca, la danza nacional

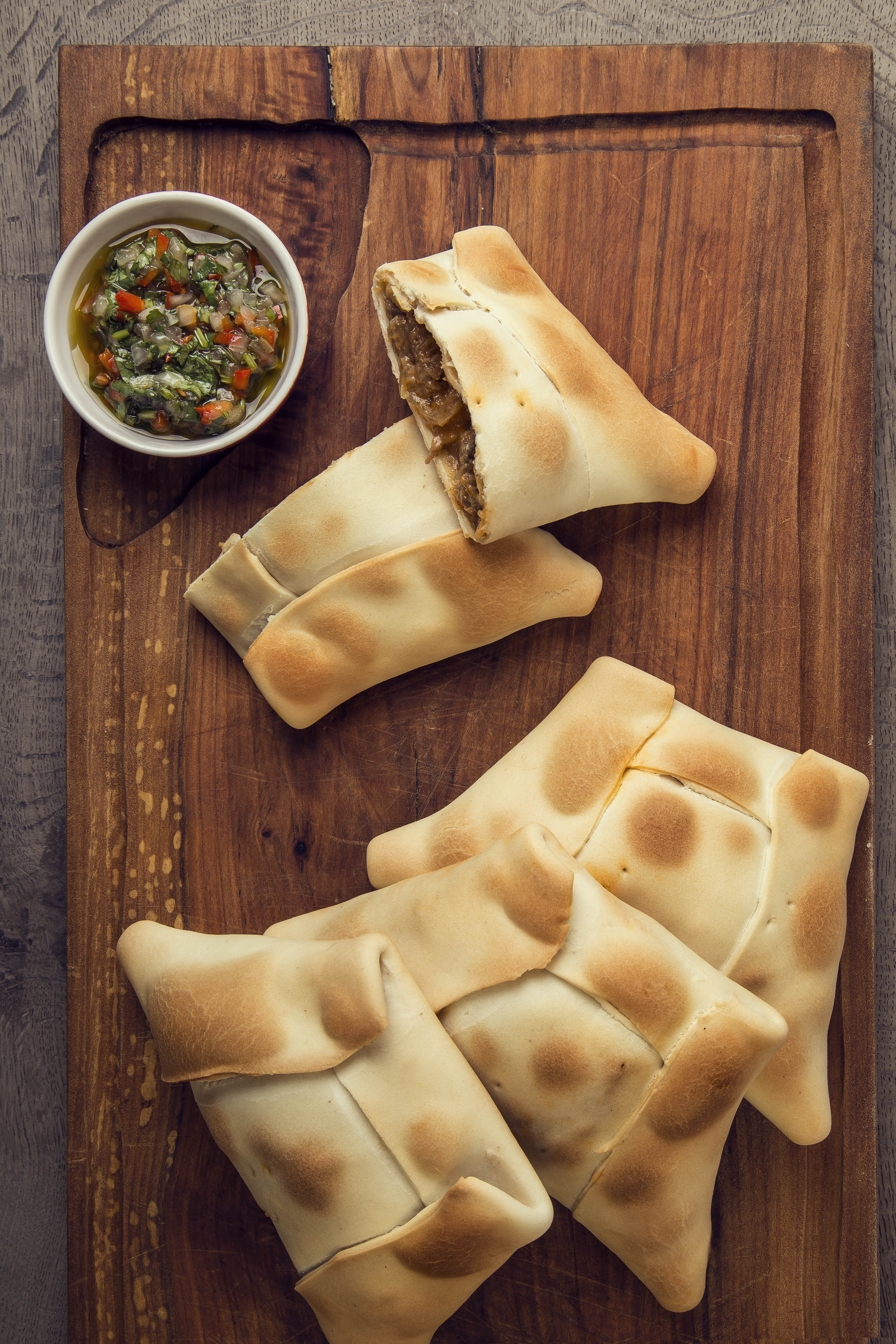
Pebre y empanadas de pino

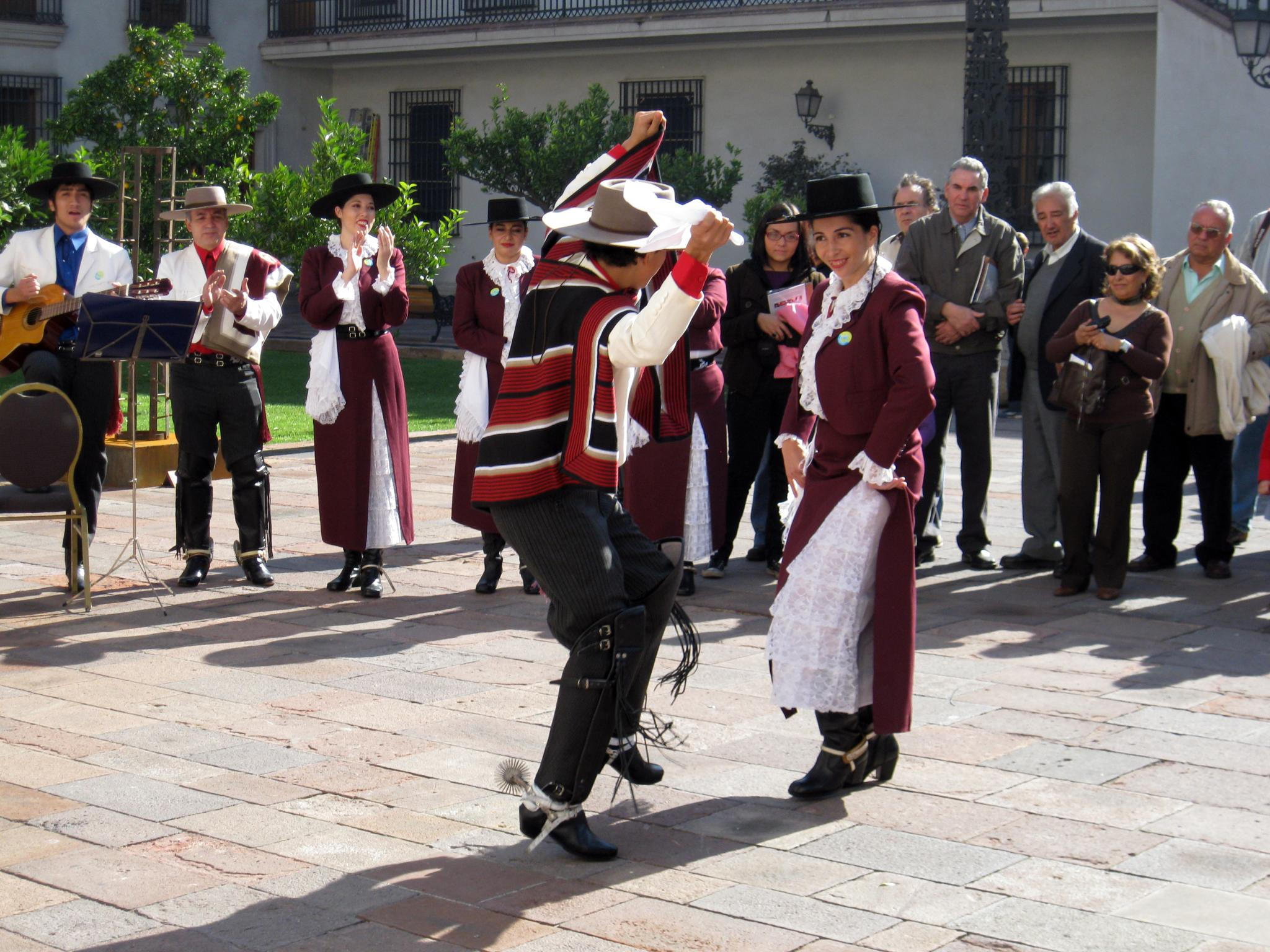
Bailarines de cueca, vestidos a la usanza de los huasos, en el Palacio de La Moneda

Durante las Fiestas Patrias resurgen las costumbres y tradiciones típicas de la identidad nacional que conforman la llamada «chilenidad» y que han sobrevivido a los cambios históricos.
Los juegos típicos reaparecen —se realizan rodeos, carreras a la chilena y domaduras, torneos de palo ensebado y rayuela, carreras de ensacados y persecuciones de chanchos, por ejemplo—, mientras que el clima primaveral permite que se eleven volantines en gran parte del país.
La cueca, la danza nacional chilena, es principalmente bailada durante estas fechas —de hecho, para inaugurar las celebraciones de las Fiestas Patrias, la realización de «un pie de cueca» es prácticamente obligatoria—; sin embargo, la instauración de la cumbia ha producido un descenso en la popularidad de la música tradicional bailable en estas fiestas.
En estas fechas se acostumbra preparar comidas y bebidas típicas de la cocina chilena. Entre los platos y tragos preferidos se cuentan las empanadas, los anticuchos, los asados, los choripanes y las sopaipillas; y el terremoto (vino pipeño blanco o vino blanco con helado de piña y un chorro de coñac, fernet, granadina, pisco chileno o ron), la chicha (de manzana o uva), la piscola y la cerveza, entre otros.
Varias instituciones educacionales —como parvularios, escuelas, liceos, colegios, centros de formación técnica, institutos profesionales y universidades— tienen normalmente una semana de vacaciones coincidente con estas festividades. Por otro lado, y si bien no es algo obligatorio, es muy común que en septiembre se pague una suma de dinero, conocida como «aguinaldo de Fiestas Patrias», a los pensionados, según especificaciones de la ley, los empleados públicos y los trabajadores del sector privado —estos últimos reciben montos «según el acuerdo con cada empresa en el contrato colectivo correspondiente»—.
Hasta mediados del siglo XX, estas festividades se caracterizaban por algunos ritos: «se compraba ropa nueva y zapatos nuevos, costumbre denominada 'cacharpearse' [...], las casas se pintaban por orden municipal y [...] rigurosamente se enarbolaban las banderas chilenas en los patios y jardines, [donde] había un sitio especial para levantar las astas». También estaba permitido y era costumbre el uso personal de artículos pirotécnicos para fuegos artificiales en las celebraciones; sin embargo, actualmente está prohibido y solo permitido como espectáculo masivo.
Durante septiembre, tradicionalmente llamado «mes de la Patria», el circo —reconocido como «manifestación de la cultura chilena»— extiende la denominada «temporada de circos», cuando los principales circos nacionales se instalan en las grandes ciudades del país; luego de terminada la temporada, recorren los lugares más apartados de Chile.

## Celebraciones locales
Durante la Guerra del Pacífico (1879-1884), las tropas del ejército chileno en campaña se organizaron para celebrar el 18 de septiembre en territorio enemigo: en el campamento de Tacna en 1880, «se tocó diana por las bandas, y la Canción Nacional al izarse la bandera, y se asistió a una misa de campaña. [En el rancho hubo] asados y empanadas [y los oficiales] improvisaron varios pequeños banquetes en los que se pronunciaron muchos brindis por la lejana patria [... En la tarde hubo] divertidísimas funciones de títeres y de acróbatas; y se bailaron animadas cuecas», mientras que en Lima en 1882, «a las 2 P. M., hubo un Te-Deum en la plaza principal [y] un desfile [...] En la noche hubo un banquete en el palacio de los virreyes, al que asistieron los jefes. Los oficiales y la tropa tuvimos nuestro banquetito en los cuarteles. Y al día siguiente se efectuó la tradicional parada militar [a las doce en Malambo, barrio ultra Rimac]» (ortografía original).

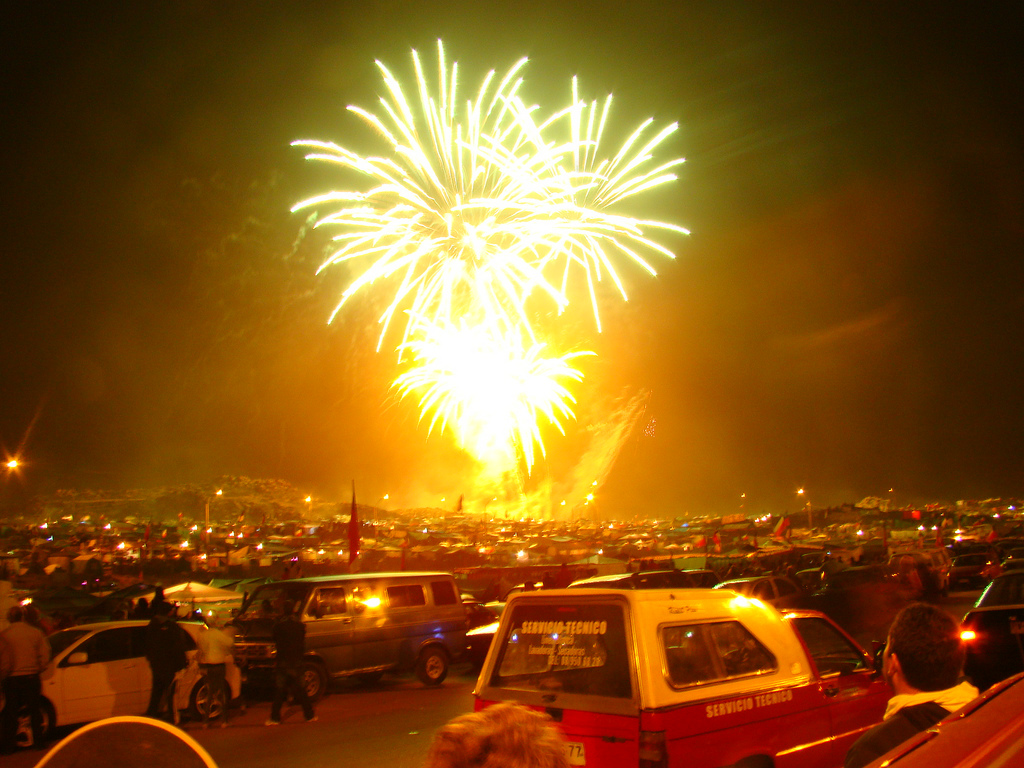
Fiesta de la Pampilla (2012)

La «Fiesta de la Pampilla» corresponde a la celebración más multitudinaria de las Fiestas Patrias. La tradición cuenta que, debido a la distancia entre Coquimbo y la capital chilena (460 km), la noticia del establecimiento de la Primera Junta de Gobierno en 1810 llegó el 20 de septiembre. Sin embargo, lo más probable es que, tras la reducción de las Fiestas Patrias a los días 18 y 19 mediante la ley 2977 de 1915, los coquimbanos hayan continuado con la costumbre de festejar hasta dicha fecha. Desde mediados del siglo XX, el 20 de septiembre ha sido feriado de facto en la Región de Coquimbo —en 2014, 2016 y 2017 fue feriado legal en toda la región—, y su popularidad es tal que ha empezado a festejarse en otras localidades del norte de Chile. Esta tradicional celebración redujo sus actividades a causa del terremoto de Coquimbo de 2015 y fue suspendida debido a la pandemia de COVID-19 de 2020.
En Santiago desde 1995, la Federación Criadores de Caballos Raza Chilena y las municipalidades de La Reina, Las Condes, Providencia y Vitacura han organizado en el parque Padre Hurtado la «Semana de la Chilenidad», cuyo principal objetivo es realzar la cultura, las tradiciones y los valores del campo chileno, especialmente del huaso y su caballo.
Mientras que en la Isla de Pascua (Región de Valparaíso) se levantan las hare mauku, especie de ramadas, y se realiza un desfile de los miembros de las Fuerzas Armadas destacadas allí, en Curicó (Región del Maule) el 19 de septiembre se acostumbra subir el cerro Condell, donde se instalan fondas; y en Cochrane (Región de Aysén) se lleva a cabo el «Almuerzo de los pioneros».
En tanto, el Festival Chile, organizado por la Corporación Cultural Chile y auspiciado por el consulado chileno en Washington D. C., se ha llevado a cabo para la colonia chilena en el Distrito de Columbia y sus alrededores desde fines de la década de 1990. Asimismo, otras comunidades de chilenos se organizan para celebrar las Fiestas Patrias en sus países de residencia.

## Homenajes
En septiembre de 1910, el gobierno brasileño declaró feriado el día 18 en Brasil con motivo del Centenario de Chile: «El gobierno de los Estados Unidos del Brasil ha comunicado a su ministro en Santiago, Excmo. señor Gómez Ferreira, que por decreto federal ha sido declarado feriado el 18 de septiembre próximo, en homenaje a la cordial amistad que une a esa república con la nuestra». Este gesto fue correspondido por el gobierno de Arturo Alessandri con ocasión del Centenario de Brasil el 7 de septiembre de 1922.
Desde septiembre de 2008, el motor de búsqueda Google ha publicado un doodle en su página principal para conmemorar las Fiestas Patrias de Chile.
En septiembre de 2019, dos edificios en los Emiratos Árabes Unidos, el rascacielos Burj Khalifa —la estructura más alta de la que se tiene registro en la historia— y la torre de la ADNOC, proyectaron la bandera chilena en sus fachadas; asimismo, el edificio de la Federación de Industrias del Estado de São Paulo en Brasil, además de la bandera, exhibió imágenes de Chile.

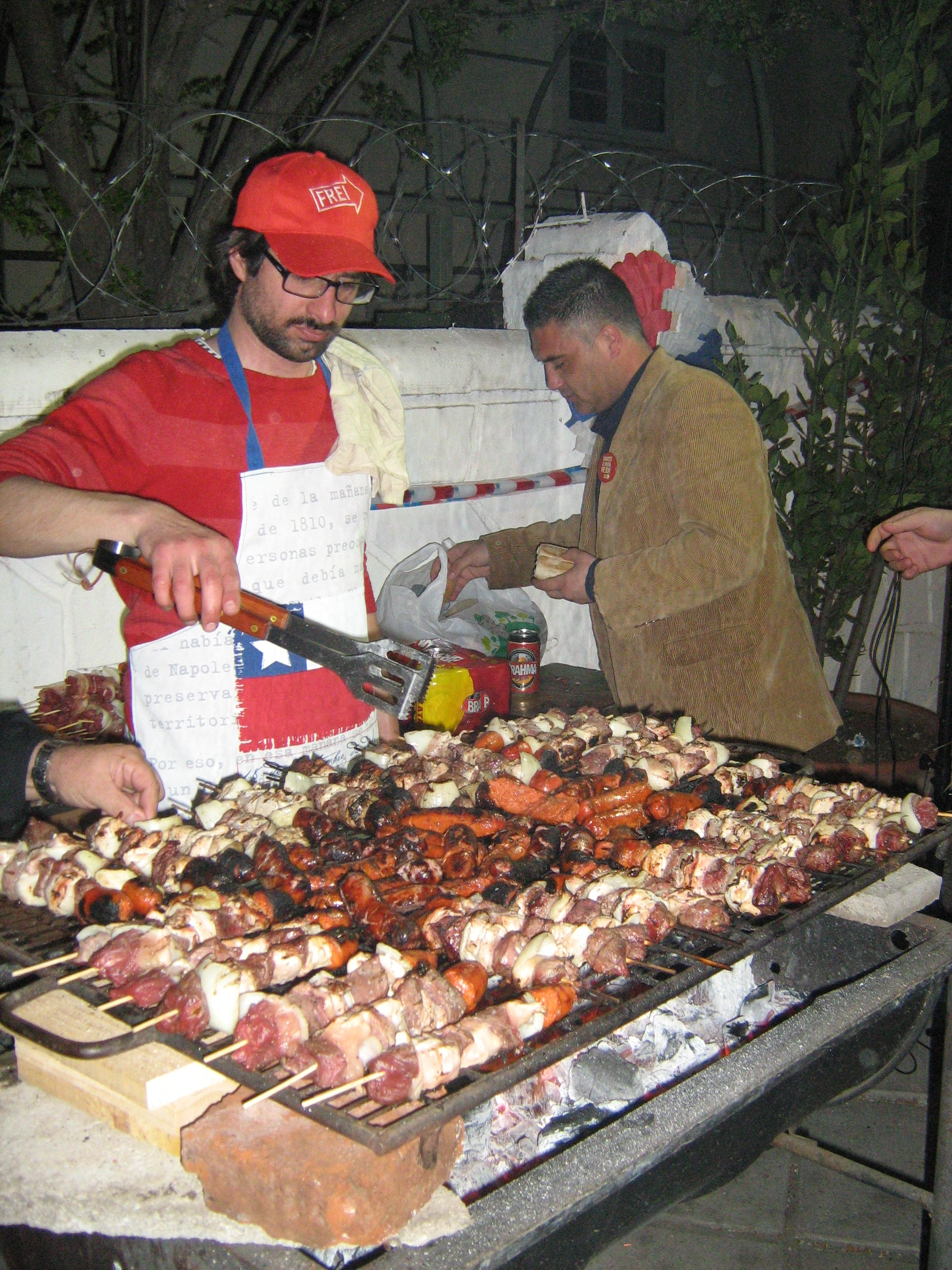
El consumo de carnes se incrementa durante las celebraciones «dieciocheras»

## Aspectos culturales
Juan Bello Dunn (1825-1860) escribió «El Dieciocho de Setiembre [sic]», una disertación precedida de dieciséis versos premiada en el concurso organizado por la Sociedad Literaria con motivo de las Fiestas Patrias de 1842. Luis Rodríguez Velasco compuso su primer poema, «Al dieziocho [sic] de septiembre», que fue publicado en El Correo Literario en 1858.
En la comuna de Lo Barnechea se ubica el cerro 18 o cerro Dieciocho (1020 m), inicialmente bautizado como «cerro 18 de septiembre» en homenaje a la fecha de establecimiento de la Primera Junta Nacional de Gobierno.
Por otra parte, estas celebraciones son el tema de los cortometrajes documentales Festejos en el Parque Cousiño (1910) y Gran revista militar en el Parque Cousiño (1910), y de varias cuecas, entre las que se pueden citar «Cueca para el 18» y «Dieciocho de Septiembre», de «Lalo» y Lautaro Parra; «Llegaron las fiestas patrias», de Germán del Campo; y «Viva el dieciocho'e setiembre [sic]», cueca popular y tradicional del folclore chileno interpretada por Rosario Quilodrán.
En el registro coloquial del español chileno se encuentran los siguientes términos derivados de la fecha 18 de septiembre: el sustantivo «el Dieciocho» y los adjetivos «dieciochero, -a» («que celebra con entusiasmo las fiestas patrias») y «endieciochado, -a» («que está alegre con motivo de la fiesta patriótica del 18 de septiembre» o «que está ebrio o borracho»).

## Efectos
Las Fiestas Patrias son fechas importantes tanto para el consumo, principalmente de carnes y subproductos, como para el turismo nacional En cuanto al primero, septiembre es el segundo mes con mayores ventas luego de diciembre; en promedio, se estima que el consumo de las familias chilenas aumenta entre el 15 y el 35 % comparado con una semana tradicional. En cuanto al segundo, en el periodo de celebraciones comprendido entre el viernes 13 y el lunes 23 de septiembre de 2024, más de 1 043 000 personas salieron de la Región Metropolitana de Santiago.
Por otro lado, estas festividades presentan una de las cifras más altas de mortalidad por accidentes automovilísticos, usualmente debido a la ingesta de alcohol o drogas, principalmente marihuana y cocaína, y el exceso de velocidad. Entre el 13 y el 23 de septiembre de 2024, se registraron 1546 accidentes que dejaron 1067 lesionados y 61 muertos.